# Elbert (Texas)
Elbert és una concentració de població designada pel cens dels Estats Units a l'estat de Texas. Segons el cens del 2000 tenia 56 habitants.

## Demografia
Segons el cens del 2000, Elbert tenia 56 habitants, 24 habitatges, i 16 famílies. La densitat de població era d'1,8 habitants per km².
Dels 24 habitatges en un 29,2% hi vivien nens de menys de 18 anys, en un 62,5% hi vivien parelles casades, en un 4,2% dones solteres, i en un 33,3% no eren unitats familiars. En el 33,3% dels habitatges hi vivien persones soles el 16,7% de les quals corresponia a persones de 65 anys o més que vivien soles. El nombre mitjà de persones vivint en cada habitatge era de 2,33 i el nombre mitjà de persones que vivien en cada família era de 3.
Per edats la població es repartia de la següent manera: un 26,8% tenia menys de 18 anys, un 1,8% entre 18 i 24, un 30,4% entre 25 i 44, un 12,5% de 45 a 60 i un 28,6% 65 anys o més.
L'edat mediana era de 38 anys. Per cada 100 dones de 18 o més anys hi havia 105 homes.
La renda mediana per habitatge era de 27.188 $ i la renda mediana per família de 33.125 $. Els homes tenien una renda mediana de 21.250 $ mentre que les dones 33.750 $. La renda per capita de la població era de 23.670 $. Cap de les famílies i el 2,9% de la població estaven per davall del llindar de pobresa.

## Poblacions més properes
El següent diagrama mostra les poblacions més properes.